# 자드리언 스틸
자드리언 스틸(Jadrien Steele, 1974년 11월 22일 ~ )은 미국의 배우, 각본가, 텔레비전 배우이다.
뉴욕에서 태어났다.

## 영화
- 더 레볼루셔너리스 (2018년)
- 빅토리아나 (2012년)
- 비밀의 화원 (1987년)
- 모스키토 코스트 (1986년) - 제리 폭스 역